# Naissance en 1046
Naissance
- 1042
- 1043
- 1044
- 1045
- 1046
- 1047
- 1048
- 1049
- 1050

Cette page dresse une liste de personnalités nées au cours de l'année 1046 :
- 8 mai : Constance de Bourgogne, reine consort de Castille et de León.

- Étienne de Muret, ou de Grandmont, ou Étienne III de Thiers, ermite religieux Limousin, fondateur de l'Ordre de Grandmont.
- Ingegerd de Norvège, reine de Danemark et de Suède, épouse du roi Oluf Ier de Danemark puis de Philippe de Suède.
- Léo d'Ostie, ou Léon de Marsi, moine, puis cardinal et chroniqueur de langue latine.
- Masud Sa'd Salman (en), poète persan.
- Bernard de Tiron, ermite qui édifie l'abbaye de la Sainte-Trinité de Tiron. Son procès de canonisation dure 744 ans (1117-1861).

date incertaine (vers 1045 - 1046)
- Mathilde de Toscane, aussi appelée comtesse Mathilde ou Mathilde de Canossa et parfois Mathilde de Briey, princesse qui a joué un rôle très important pendant la querelle des Investitures.